# Pianoconcert nr. 1 (Brahms)
Het Pianoconcert nr. 1 in d mineur, opus 15 is een van de meest frequent uitgevoerde werken van Johannes Brahms. Hij voltooide het werk in 1858.
Het pianoconcert bestaat uit drie delen:
1. Maestoso
2. Adagio
3. Rondo: Allegro non troppo

## Geschiedenis
Brahms begon het werk als een sonate voor twee piano's, maar hij vond het resultaat niet bevredigend. Hij besloot het om te werken tot een symfonie, maar ook hiermee was Brahms niet gelukkig. Hij vond zichzelf niet capabel om een krachtige symfonie neer te zetten. Hierop besloot hij te steunen op zijn ervaring als pianist, waarna hij het omwerkte tot het huidige pianoconcert.
De première vond plaats op 22 januari 1858 te Hannover. Het publiek vond het werk verschrikkelijk en critici sabelden het werk ook neer. Tegenwoordig geldt dit jeugdwerk van Brahms als een van zijn meesterwerken.

## Het concert
1. Het Maestoso is in een sonatevorm geschreven, verdeeld in vier delen: opening, uitwerking, herhaling en coda. De krachtige opening is geïnspireerd op Beethovens 9e symfonie en bevat een grote klankexplosie van d mineur en bes majeur. Een meer mysterieuze passage breidt gestaag uit naar een fanfareachtig deel gevolgd door een decrescendo. Pas daarna maakt de piano zijn entree in het concert. De fanfare bouwt zich op, maar klettert weer naar beneden. Aan het eind van het Maestoso volgt een herhaling van de introductie van de piano. Een tragisch einde volgt in stemmige akkoorden.
2. Brahms omschreef het Adagio als een "net portret" van Clara Schumann. Het draagt de woorden "Benedictus qui venit in nomine Domini (Hij is gezegend die in de naam van de Here komt)". Het Adagio opent met een ware tranentrekker voor het gehele orkest en de piano. De piano en het orkest gaan in elkaar over in een complexe melodie, waarna ze voortschrijden naar een emotionele climax. Ze sluiten af met subtiele akkoorden.
3. De Finale (Rondo: Allegro non troppo) is gemodelleerd naar Beethovens 3e pianoconcert, dat op zijn beurt weer is beïnvloed door Mozarts pianoconcert in c mineur, KV 491. De piano introduceert het hoofdthema, dat het orkest volgt. De bassen kondigen neerwaartse toonladders aan voor de piano, wanneer hij weer teruggaat naar het thema. In de coda komt een tweede thema aan bod. Fragmenten uit het eerste deel komen weer naar voren. Het orkest en de piano sluiten samen triomfantelijk af.